# Čechy pod Kosířem
Čechy pod Kosířem (en allemand : Tschech) est une commune du district de Prostějov, dans la région d'Olomouc, en République tchèque. Sa population s'élevait à 1 069 habitants en 2023.

## Géographie
Čechy pod Kosířem se trouve à 5 km au nord-nord-ouest du centre de Kostelec na Hané, à 26 km au nord-ouest de Prostějov, à 17 km à l'ouest-sud-ouest d'Olomouc et à 196 km à l'est-sud-est de Prague.
La commune est limitée par Pěnčín et Drahanovice au nord, par Slatinky à l'est, par Stařechovice au sud, par Hluchov au sud-ouest et par Přemyslovice à l'ouest.

## Histoire
La première mention écrite de la localité date de 1347.

## Galerie

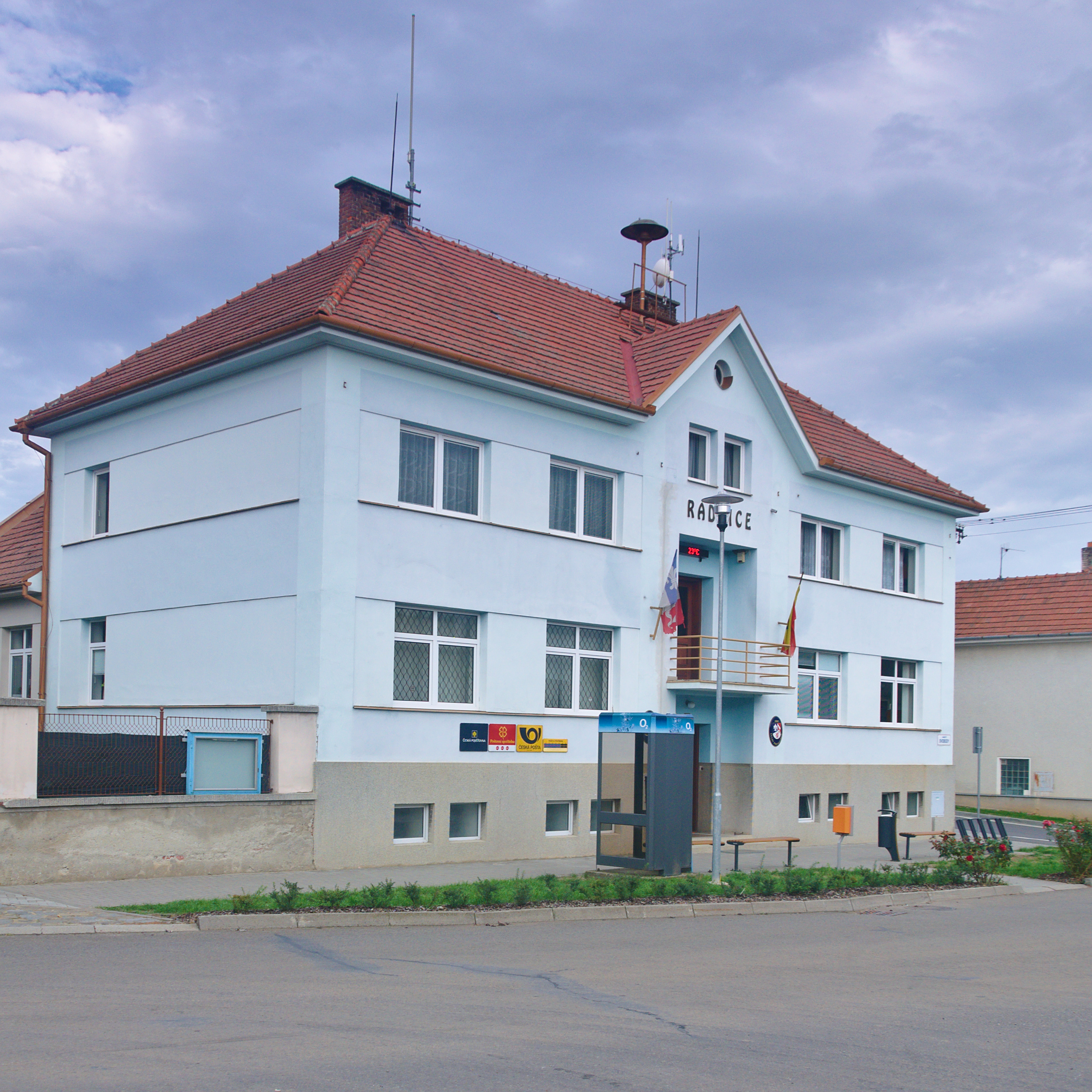
La mairie.
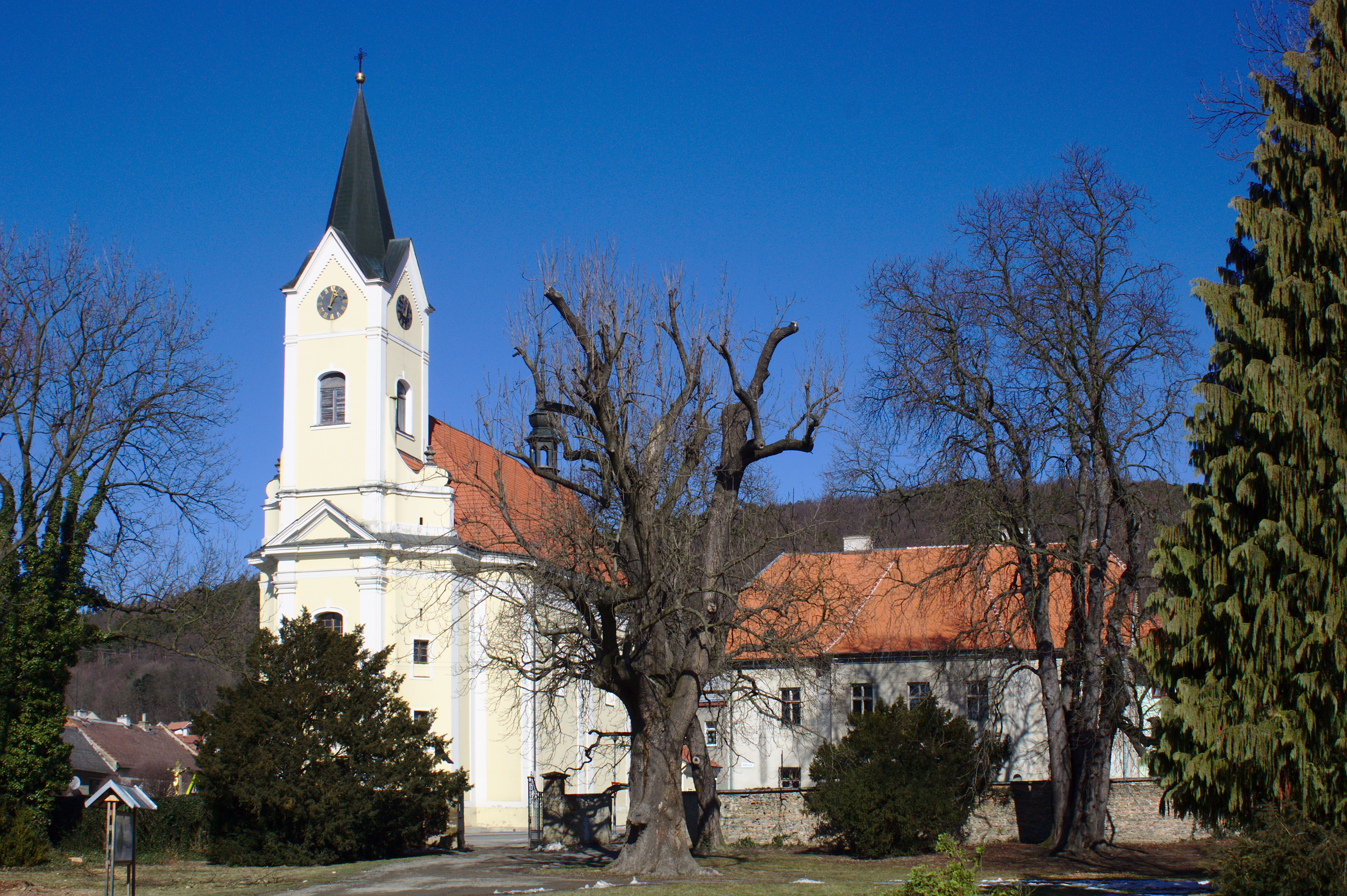
Église à Čechy pod Kosířem.

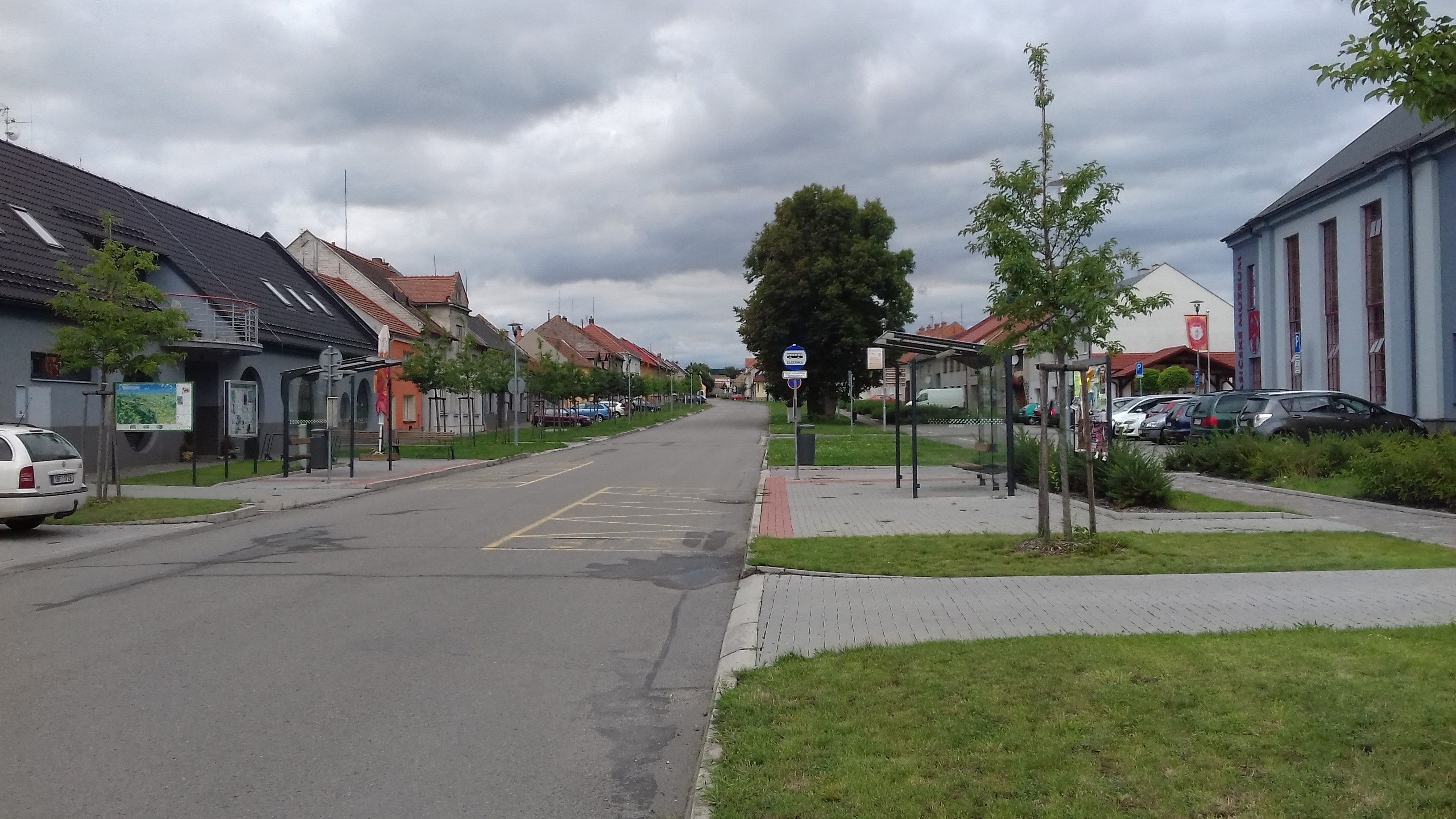
Čechy pod Kosířem : place de la Liberté.

## Transports
Par la route, Čechy pod Kosířem se trouve à 12 km de Prostějov, à 20 km d'Olomouc et à 252 km de Prague.